# 姫路西バイパス

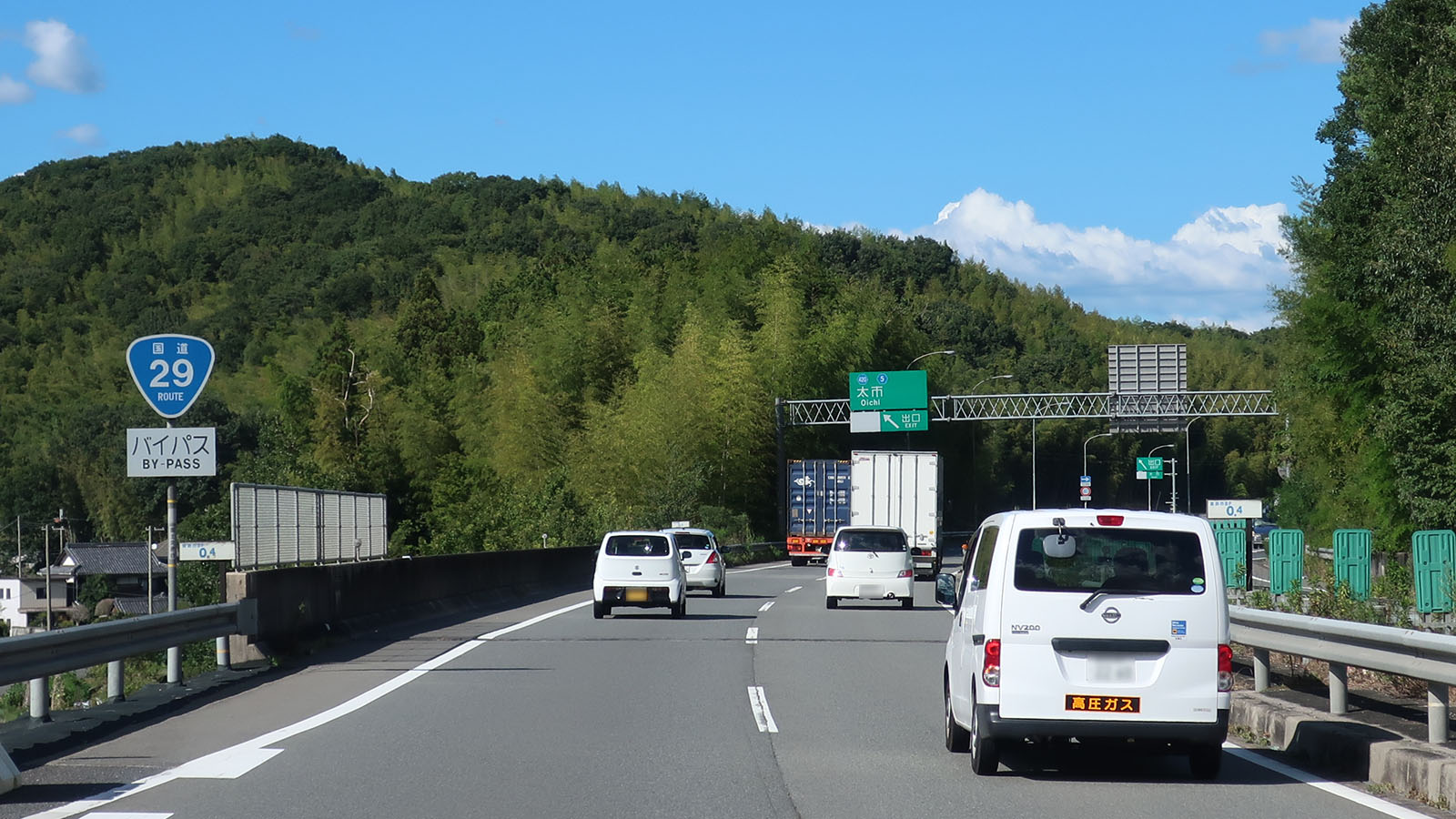
姫路西バイパス
兵庫県姫路市太市中

姫路西バイパス（ひめじにしバイパス、英語: HIMEJI-NISHI BYPASS）は、兵庫県姫路市にある国道29号のバイパスである。
自動車専用道路で、1996年（平成8年）12月の開通当初より無料で通行できる。バイパス開通により、平行していた国道29号の夢前橋西詰から山陽姫路西IC東の区間は後に国道の指定から外れ、兵庫県道724号姫路新宮線（一般県道）となった。

## 概要
- 総延長：2.9 km
- 事業費：億円
- 制限速度：70 km/h
- 車線数：全線4車線
- 道路規格：第1種3級（自動車専用道路）

## 沿革

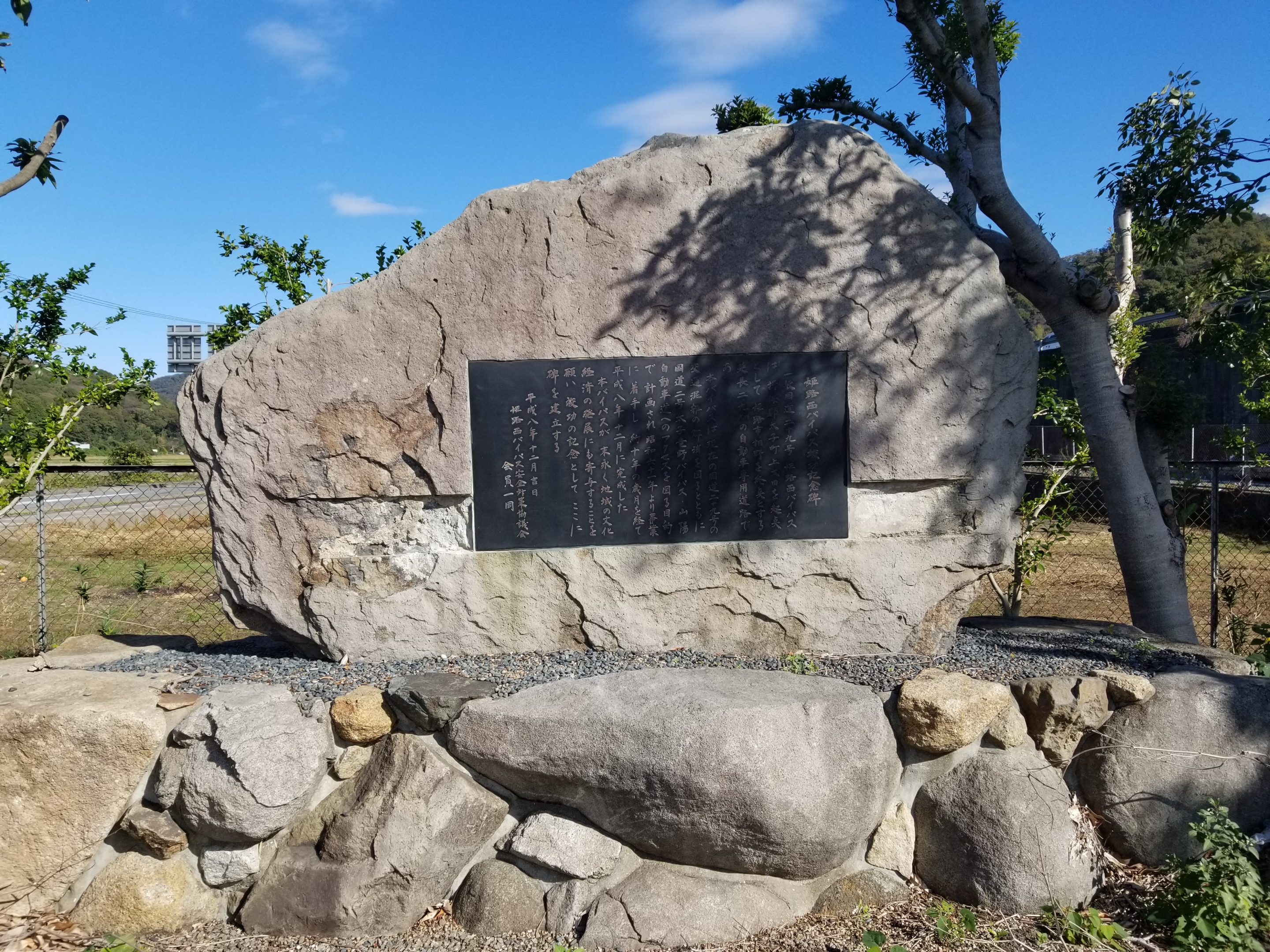
上太田ランプ入口に立つ姫路西バイパス開通記念碑

- 1990年（平成2年）7月31日：山陽姫路西IC - 相野ランプ間 (356 m) 開通[1]。
- 1993年（平成5年）3月25日：相野出屋敷ランプ - 山陽姫路西IC間 (706 m) 開通[1]。
- 1996年（平成8年）12月17日：上太田ランプ - 相野出屋敷ランプ間開通[1]。太子竜野バイパスの太子上太田JCT - 上太田ランプ間の支線も同日開通。

## インターチェンジなど
- 全線が兵庫県姫路市に所在。ただし、上太田ランプの一部は揖保郡太子町に跨る。
- 上側が起点側、下側が終点側。左側が上り側、右側が下り側。
- 路線名の特記がないものは市町村道。

| 施設名                          | 接続路線名                              | 接続路線名          | 起点から (km) | 備考                 | 所在地 |
| ------------------------------- | --------------------------------------- | ------------------- | ------------- | -------------------- | ------ |
| 太子竜野バイパス 姫路・岡山方面 |                                         |                     |               |                      |        |
| 上太田ランプ                    | -                                       | 県道420号石倉太子線 | 0.0           |                      | 姫路市 |
| 太市ランプ                      |                                         |                     | 0.9           | 姫路・岡山方面出入口 | 姫路市 |
| 相野出屋敷ランプ                | 県道5号姫路上郡線                       | 県道5号姫路上郡線   | 1.8           | 宍粟・鳥取方面出入口 | 姫路市 |
| 山陽姫路西IC                    | E2 山陽自動車道                         | E2 山陽自動車道     | 2.5           |                      | 姫路市 |
| 相野ランプ                      | 県道545号石倉玉田線 県道724号姫路新宮線 | -                   | 2.9           | 姫路・岡山方面出入口 | 姫路市 |
| 姫路北バイパス 宍粟・鳥取方面   |                                         |                     |               |                      |        |

## 備考

### 所管警察
- 兵庫県警察
  - 高速道路交通警察隊姫路西分駐隊[2]